# Calificación urbanística
Conceptualmente, en la normativa urbanística de España, la calificación urbanística consiste en la asignación a cada suelo de los usos y sus niveles de intensidad, así como características formales y volumétricas de, en su caso, la edificación sobre ese suelo. Esta asignación se hace por medio de la delimitación de las áreas de suelo que pertenecen a cada uso y la definición de este utilizando el instrumento de planeamiento apropiado para ello.
Administrativamente, la calificación urbanística es una autorización previa a la licencia municipal.
Definir qué instrumento es el apropiado para la calificación es competencia en España de las comunidades autónomas, según la Constitución Española de 1978  en su Artículo 148.3 y la interpretación que de este hace la jurisprudencia sentada en la Sentencia 61/1997 del Tribunal Constitucional y en la Sentencia 164/2001 del Tribunal Constitucional de España.
Un suelo solo se puede calificar de dos formasː para usos generales y para usos específicos.. No debe confundirse la calificación con la clasificación. La normativa considera tres clases de sueloː urbano, urbanizable y no urbanizable (también denominado "rústico"). La diferencia es que en las dos primeras se puede construir, mientras que en la tercera no, por lo que comprar un suelo rústico y conseguir una recalificación (en rigor tendría que decirse reclasificación, pero todo el mundo emplea recalificación, y la RAE recoge como único significado de recalificar «cambiar la calificación urbanística de un terreno») a urbanizable supone un pelotazo.